# Окрема оперативна група «Полісся»
Окрема оперативна група «Полісся» (пол. Samodzielna Grupa Operacyjna «Polesie») — одна з армійських груп Війська Польського під час Оборонної війни у Польщі в 1939 році.
Окрема оперативна група «Полісся» була утворена 11 вересня 1939 року з метою оборони Поліського воєводства та прикриття польських військ зі сходу. Командування групою було покладено на генерала Францишека Клееберга.
Станом на 14 вересня до складу оперативної групи входили:
- Оперативна група «Кобрин» (сім піхотних батальйонів, артдивізіон) — полковник Адам Еплер
- Оперативна група «Берестя» (чотири піхотні батальйони, два караульні батальйони, саперний батальйон, дві роти легких танків, два бронепотяги) — генерал Константин Плісовський
- Оперативна група «Дорогичин Поліський» (три піхотні батальйони) — підполковник Казімеж Гожковський
- Оперативна група «Ясельда» (піхотний батальйон) — майор Людвік Рау
- Річкова флотилія ВМФ Польщі

Оперативна група «Полісся» брала участь в обороні Берестя та залишалась останнім польським військовим з'єднанням, що чинило опір до самого кінця війни. В останньому бою Оборонної війни — під Коцьком — група «Полісся» була оточена німецькими військами та в ніч проти 5 жовтня 1939 року капітулювала.